# Tritonia plebeia
Tritonia plebeia är en snäckart som beskrevs av Johnston 1828. Tritonia plebeia ingår i släktet Tritonia och familjen Tritoniidae. Arten är reproducerande i Sverige. Inga underarter finns listade i Catalogue of Life.